# Геноцид над Ромима
Геноцид над Ромима или Ромски Холокауст (познат и као Порајмос "уништење", или Самударипен, масовно убијање) су злочини које су вршиле фашистичке и нацистичке организације, покрети и војска Трећег рајха против Рома током Другог светског рата. За време власти Адолфа Хитлера, Роми и Јевреји су сматрани за расама "непријатељима виших раса".
За време Адолфа Хитлера, 26. новембра 1935. издат је допунски декрет Нирнбершким законима, којим се Роми класификују као „непријатељи расне државе“, чиме су сврстани у исту категорију као и Јевреји. Тако је на неки начин судбина Рома у Европи била паралелна судбини Јевреја у јеврејском холокаусту.
Историчари процењују да су Немци и њихови сарадници убили између 220.000 и 500.000 Рома и Синта - 25% до преко 50% процене од нешто мање од милион Рома у Европи у то време. Касније истраживање које је цитирао Јан Ханкок проценило је да је број смртних случајева око 1,5 милиона од процењених 2 милиона Рома.
Западна Немачка је 1982. званично признала да је Немачка починила геноцид над Ромима. Пољска је 2011. године званично усвојила 2. август као дан сећања на геноцид над Ромима.
Унутар нацистичке државе, прво прогон, а затим истребљење, био је усмерен првенствено на стационарне „циганске мешанке“. Почевши од фебруара 1943. године, већина Рома који су живели у Немачком Рајху депортовани су у посебно успостављени ромски логор у Аушвицу. Остали Роми су тамо депортовани са окупираних западноевропских територија. Само мањина је преживела. Изван домашаја систематске регистрације, као у областима источне и југоисточне Европе под немачком окупацијом, Роми који су били најугроженији су они који су, по немачкој процени, били „скитнице“, иако су неки заправо избеглице или расељена лица. Овде су припадници мањине постали жртве пре свега масакра немачких војних и полицијских формација, као и СС јединица и борбе против оружаног отпора немачкој окупацији.

## Етимологија
Термин порајмос (такође порајмос или пхарајимос—буквално, „прождирање“ или „уништење“ у неким дијалектима ромског језика) увео је Јан Ханкок, раних 1990-их. Хенкок је одабрао термин, који је сковао један Калдераш Ром, из бројних предлога у „неформалном разговору 1993. године“.
Термин углавном користе активисти и као резултат тога, његова употреба је непозната већини Рома, укључујући рођаке жртава и преживеле. Неки руски и балкански ромски активисти протестују против употребе речи порајмос. У различитим дијалектима, порајмос је синоним за поравипе што значи „нарушавање“ и „силовање“, термин који неки Роми сматрају увредљивим. Јанош Барсони и Агнеш Дароци, пионирски организатори покрета за грађанска права Рома у Мађарској, преферирају термин Пхарајимос, ромску реч која значи „сечење“, „фрагментација“, „уништење“. Они се противе употреби порајмоса, говорећи да је мархиме (нечист, недодирљив): „порајмос је неизговорив у ромској заједници, па стога није у стању да пренесе патње Рома“.
Балкански ромски активисти преферирају термин самударипен („масовно убијање“), који је први увео лингвиста Марсел Куртијаде 1970-их у Југославији у контексту Аушвица и Јасеновца. То је неологизам од са (ромски за „све“) и мударипен (убиство). Може се превести као „убиство свих“ или „масовно убиство“. Међународна ромска унија сада користи овај термин. Јан Ханкок одбацује ову реч, тврдећи да није у складу са морфологијом ромског језика. Неки руски ромски активисти нуде употребу термина Кали Траш („Црни страх“). Друга алтернатива која је коришћена је Берша Бибахтале („Несрећне године“). На крају, прилагођене позајмљенице као што су Холокосто, Холокаусто итд. се такође у неким приликама користе у ромском језику.

## Историја

### Анти-ромска дискриминација пре 1933.

#### Појава научног расизма
У касном 19. веку, појава научног расизма и социјалног дарвинизма, повезујући друштвене разлике са расним разликама, пружила је немачкој јавности псеудонаучна оправдања за предрасуде према Јеврејима и Ромима. Током овог периода, „концепт расе је систематски коришћен да би се објаснили друштвени феномени“. Овај приступ је покушао да потврди веровање да расе нису варијације једне врсте човека јер су имале изразито различито биолошко порекло. Успоставио је наводно научно засновану расну хијерархију, која је дефинисала одређене мањинске групе као друге на основу биологије.
Поред расне псеудонауке, крај 19. века био је период модернизације коју је спонзорисала држава у Немачкој. Индустријски развој је променио многе аспекте друштва. Најважније, период је променио друштвене норме рада и живота. За Роме је то значило негирање њиховог традиционалног начина живота као занатлија и трговаца. Јанош Барсони примећује да је „индустријски развој обезвредио њихове занатлијске услуге, што је резултирало дезинтеграцијом њихових заједница и друштвеном маргинализацијом.“

#### Прогон од стране Немачког царства и Вајмарске републике
Развој расне псеудонауке и модернизација резултирали су антиромским државним интервенцијама, које су спровеле и Немачко царство и Вајмарска република. 1899. године, штаб царске полиције у Минхену је успоставио Информативне службе о ромском језику од стране Безбедносне полиције. Његова сврха је била вођење евиденције (личне карте, отисци прстију, фотографије итд.) и континуирани надзор над ромском заједницом. Ромима у Вајмарској Републици забрањен је улазак у јавне базене, паркове и друга рекреативна подручја, а приказани су широм Немачке и Европе као криминалци и шпијуни.
У Баварској је примењен „Закон о борби против Цигана, скитница и нерадника“ из 1926. године, који је постао национална норма до 1929. Он је предвиђао да групе које се идентификују као „Цигани“ избегавају сва путовања у регион. Они који су већ живели у тој области требало је да се „држе под контролом тако да [више] нема чега да се плаше у погледу безбедности у земљи.“ Било им је забрањено да „лутају или кампују“ у групама, а они који „не могу да докажу да имају редован посао“ ризиковали су да буду послати на принудни рад до две године. Хербет Хојс примећује да је „баварски закон постао модел за друге немачке државе, па чак и за суседне земље.“ Захтев да Роми одустану од свог номадског начина живота и да се населе у одређеном региону често је био у фокусу анти-ромске политике Немачког царства и Вајмарске републике. Када су се населиле, заједнице су биле концентрисане и изоловане у једној области унутар града. Овај процес је олакшао праксу надзора и 'превенције криминала'.
Након доношења Закона о борби против Цигана, скитница и нерадника, јавна политика је све више циљала Роме на експлицитној расној основи. Пруска је 1927. године донела закон који захтева да сви Роми носе личне карте. Осам хиљада Рома је обрађено на овај начин и подвргнуто обавезном узимању отисака прстију и фотографисању. Две године касније, фокус је постао експлицитнији. Немачка држава Хесен је 1929. године предложила „Закон за борбу против циганске опасности“. Исте године отворен је Центар за борбу против Цигана у Немачкој. Ово тело је наметнуло ограничења путовања за Роме без докумената и „дозволило произвољно хапшење и затварање Цигана као средство за превенцију криминала.“

## Медицински експерименти
Још једна карактерика Порајмоса и Холокауста била је екстензивна употреба људских субјеката у медицинским експериментима. Најозлоглашенији од ових лекара био је Јозеф Менгеле, који је радио у концентрационом логору Аушвиц. Његови експерименти су укључивали стављање субјеката у коморе под притиском, тестирање дроге на њима, замрзавање, покушаје да им промене боју очију убризгавањем хемикалија у очи деце и разне ампутације и друге бруталне операције. Пуни обим његовог рада никада неће бити познат јер је фон Вершуер уништио камион са документима. Менгелеови сопствени часописи, који се састоје од неких 3.300 страница, вероватно никада неће бити објављени. Субјекти који су преживели Менгелеове експерименте су скоро увек убијани и сецирани убрзо након тога. Једна Ромкиња која је преживела медицинске експерименте била је Маргарет Краус.
Чинило се да је Менгеле посебно волео рад са ромском децом. Доносио им је слаткише и играчке и лично би их однео у гасну комору. Звали су га „Онкел Менгеле“. Вера Александар је била јеврејска затвореница у Аушвицу која се бринула о 50 парова ромских близанаца:
| „ | Посебно се сећам једног скупа близанаца: Гвида и Ине, од око четири године. Једног дана их је Менгеле одвео. Када су се вратили, били су у ужасном стању: били су сашивени, леђа уз леђа, као сијамски близанци. Ране су им биле инфициране и из њих је цурио гној. Вриштали су дан и ноћ. Тада су њихови родитељи — сећам се да се мајка звала Стела — успели да набаве мало морфијума и убили су децу како би прекинули њихову патњу. | ” |
| — | |   |

## Геноцид над Ромима од стране немачких савезника
Роме су прогањали и марионетски режими који су током рата сарађивали са Трећим рајхом, посебно злогласни усташки режим у Независној Држави Хрватској. Десетине хиљада Рома убијено је у концентрационом логору Јасеновац, заједно са Србима, Јеврејима и антифашистичким муслиманима и Хрватима. Јад Вашем процењује да је геноцид био најинтензивнији у Југославији, где је убијено око 90.000 Рома. Усташка влада је практично уништила ромско становништво у земљи, убивши око 25.000 и депортујући око 26.000.
У мају 1942. године издата је усташка наредба да се заустави депортација Рома муслимана који живе у Босни и Херцеговини.
На територији Војног команданта у Србији, немачки окупатори и српска колаборационистичка марионетска влада Влада народног спаса убили су хиљаде Рома у логорима Бањица, Црвени Крст и Топовске Шупе заједно са Јеврејима. У августу 1942. Харалд Тарнер је известио своје претпостављене да је „Србија једина земља у којој су решено јеврејско и циганско питање.“
Српски Роми били су стране у неуспешној групној тужби против Ватиканске банке и других у савезном суду САД у којој су тражили повраћај ратног плена.
Владе неких савезника нацистичке Немачке, односно Словачке, Финске, Италије, Вишијске Француске, Мађарске и Румуније, такође су допринеле нацистичком плану истребљења Рома, али је већина Рома у овим земљама преживела, за разлику од оних у усташкој Хрватској или областима којима је директно владала. од стране нацистичке Немачке (као што је окупирана Пољска). Влада Мађарског стреластог крста депортовала је између 28.000 и 33.000 Рома од популације која је процењена на између 70.000 и 100.000.
Румунска влада Јона Антонескуа није систематски уништавала Роме на својој територији. Неки Роми резиденти депортовани су у окупирано Придњестровље. Од процењених 25.000 Рома логораша у овим логорима, 11.000 (44%, или скоро половина) је умрло.
Према речима очевидца госпође де Вик, забележено је да је Ана Франк, позната јеврејска жртва холокауста, била сведок увода у убиства ромске деце у Аушвицу: „Још увек могу да је видим како стоји на вратима и гледа низ логорску улицу где је крдо голих циганки прогнано у крематоријум, а Ана их је гледала како иду и плакала.“
У Протекторату Чешке и Моравске, ромски интернирани су послати у концентрационе логоре Лети и Ходонин пре него што су пребачени у Аушвиц-Биркенау на убиство гасом. Оно што логор Лети чини јединственим је то што су у њему били чешки стражари, који су могли бити и бруталнији од Немаца, о чему сведочи у књизи Пола Поланског „Црна тишина“. Геноцид је био толико темељан да је велика већина данашњих Рома у Чешкој заправо пореклом од миграната из Словачке који су се тамо доселили током послератних година у Чехословачкој. У Француској коју су окупирали нацисти, убијено је између 16.000 и 18.000.
Малобројна ромска популација у Данској није била подвргнута масовним убиствима од стране нацистичких окупатора; уместо тога, једноставно је класификовано као „асоцијално“. Ангус Фрејзер ово приписује „сумњама око етничких разграничења унутар путујућег становништва“. Грчки Роми су узети као таоци и припремљени за депортацију у Аушвиц, али су спасени позивима атинског надбискупа и грчког премијера.
Године 1934. за 68 Рома, већином норвешких држављана, забрањен је улазак у Норвешку, а забрањен им је и транзит кроз Шведску и Данску када су хтели да напусте Немачку. У зиму 1943–1944, 66 чланова породица Јозеф, Кароли и Модис је интернирано у Белгију и депортовано у ромско одељење у Аушвицу. Само четири члана ове групе су преживела.

### Процењени број жртава
Следеће бројке су из The Columbia Guide to the Holocaust и онлајн енциклопедије Холокауста Меморијалног музеја Холокауста Сједињених Држава.
| Држава                                            | Ромска популација 1939 | Најмањи број жртви | Процењени број жртава од стране Меморијалног музеја Холокауса Сједињених Држава |
| ------------------------------------------------- | ---------------------- | ------------------ | ------------------------------------------------------------------------------- |
| Албанија                                          | 20,000                 | ?                  | ?                                                                               |
| Аустрија                                          | 11,200                 | 6,800              | 8,250                                                                           |
| Белгија                                           | 600                    | 350                | 500                                                                             |
| Бугарска                                          | 80,000                 | 0                  | 0                                                                               |
| Чешка Република (Протекторат Бохемије и Моравије) | 13,000                 | 5,000              | 6,500                                                                           |
| Естонија                                          | 1,000                  | 500                | 1,000                                                                           |
| Француска                                         | 40,000                 | 15,150             | 15,150                                                                          |
| Немачка                                           | 20,000                 | 15,000             | 15,000                                                                          |
| Грчка                                             | ?                      | 50                 | 50                                                                              |
| Мађарска                                          | 100,000                | 1,000              | 28,000                                                                          |
| Италија                                           | 25,000                 | 1,000              | 1,000                                                                           |
| Летонија                                          | 5,000                  | 1,500              | 2,500                                                                           |
| Литванија                                         | 1,000                  | 500                | 1,000                                                                           |
| Луксембург                                        | 200                    | 100                | 200                                                                             |
| Холандија                                         | 500                    | 215                | 500                                                                             |
| Пољска                                            | 50,000                 | 8,000              | 35,000                                                                          |
| Румунија                                          | 262,501                | 19,000             | 36,000                                                                          |
| Словачка                                          | 80,000                 | 400                | 10,000                                                                          |
| СССР (границе из 1939)                            | 200,000                | 30,000             | 35,000                                                                          |
| Југославија                                       | 100,000                | 26,000             | 90,000                                                                          |
| Укупан број                                       | 947,500                | 130,565            | 285,650                                                                         |

Међутим, нови налази и документи које су открили стручњаци за истраживање открили су да је број смртних случајева Рома био најмање око 200.000 до 500.000 од 1 или 2 милиона Рома у Европи, иако постоје бројни стручњаци и научници који наводе много већи број смртних случајева Рома, као нпр. Јан Хенкок, директор Ромског архивског и документационог центра на Универзитету Тексас у Остину, је у својим налазима открио да је скоро целокупно ромско становништво убијено у Хрватској, Естонији, Литванији, Луксембургу и Холандији. Рудолф Румел, покојни професор политичких наука на Универзитету на Хавајима који је своју каријеру провео прикупљајући податке о колективном насиљу влада над својим народом (за шта је сковао термин демоцид), проценио је да је 258.000 морало бити убијено у Европи, 36.000 у Румунији под Јоном Антонескуом и 27.000 у Хрватској под контролом усташа.
У публикацији из 2010. Јан Хенкок је изјавио да се слаже са ставом да је број убијених Рома потцењен због тога што су груписани са другима у нацистичким записима под насловима као што су „остатак за ликвидацију“, „обешени“, и "партизани". Он примећује недавне доказе као што су претходно опскурни концентрациони логор Лети у Чешкој и Ацковићеве ревидиране процене да је Рома које су усташе убиле до 80.000–100.000. Ови бројеви сугеришу да су претходне процене биле крајње недовољно заступљене.
Збигњев Бжежински је проценио да је 800.000 Рома умрло као последица нацистичких акција.

## У популарној култури
- У документарном филму из 2011. A People Uncounted: The Untold Story of the Roma, редитељ Арон Јегер бележи богату, али тешку историју ромског народа, од древних времена до геноцида над Ромима током Другог светског рата од стране нациста, а затим и данас. Роми који су преживели холокауст деле своје сирове, аутентичне приче о животу у концентрационим логорима, дајући из прве руке извештаје о искуству ове мањинске групе које је остало углавном непознато јавности.
- Године 2009. Тони Гатлиф, француски ромски филмски режисер, режирао је филм Korkoro, који приказује бекство Рома Талочеа од нациста, уз помоћ француског нотара Јустеса и његове потешкоће у покушају да води седелачки живот.[51] Друга главна јунакиња филма, Лис Лунди, инспирисана је Ивет Лунди, учитељицом која је радила у Гионгесу и била активна у француском покрету отпора.[52]
- Пољски филм из 1988. И виолине су престале свирати, такође има тему Порајмоса. Критикован је због приказивања убијања Рома као метода уклањања сведока убијања Јевреја.[53]
- Сцена у филму Train de Vie (Train of Life) (Воз живота) на француском језику, редитеља Радуа Михаилеануа, приказује групу Рома како певају и плешу са Јеврејима на станици на путу ка концентрационом логору.
- У графичком роману X-Men: The Magneto Testament, Макс Ајзенхард, који ће касније постати Магнето, заљубљен је у Ромкињу по имену Магда. Касније је поново среће у Аушвицу, где је она у ромском логору и заједно планирају бекство. Порајмос је детаљно описан.[54]